# Синисало, Вильями
Вильями Кари Вейкко Синисало (фин. Viljami Kari Veikko Sinisalo; 11 октября 2001 года, Хювинкяа, Финляндия) — финский футболист, вратарь шотландского клуба «Селтик» и сборной Финляндии.

## Клубная карьера
Вильями Синисало начинал заниматься футболом в своем родном городе Эспоо. В основе команды в турнире Какконен Синисало дебютировал в возрасте 15-ти лет. После чего вратарь попал на заметку скаутов английского клуба «Астон Вилла» и в 2018 году перебрался в Англию, где продолжил обучение в академии клуба. Параллельно с этим выступал за молодёжную команду.
В 2020 году для набора игровой практики Синисало отправился в Шотландию, в клуб Чемпионшип «Эр Юнайтед». 6 октября 2020 года вратарь дебютировал в матче Кубка Лиги. В апреле 2021 года аренда была прервана из-за травмы паха вратаря, вернувшегося в Англию.
В июле 2022 года Синисало подписал с клубом профессиональный контракт. И снова был отправлен в аренду, на этот раз его клуб стал английский «Бертон Альбион» из Первой лиги. Во время зимнего перерыва вратарь вернулся в состав «Астон Виллы» и был внесен в заявку первой команды.

## Карьера в сборной
С 2017 года Вильями Синисало выступал за юношеские сборные Финляндии. Являлся капитаном молодёжной сборной.
Осенью 2022 года Синисало впервые получил вызов в национальную сборную Финляндии на матчи Лиги наций. Но на поле он не выходил. Дебют в главной команде страны состоялся в январе 2023 во время товарищеского матча против Эстонии.